# Ecuație de stare
În fizică și chimie o ecuație de stare este o ecuație termodinamică care leagă variabile de stare, care descriu starea materiei folosind un set dat de mărimi fizice, cum ar fi presiunea, volumul, temperatura sau energia internă. Majoritatea ecuațiilor moderne de stare sunt formulate folosind energia liberă Helmholtz. Ecuațiile de stare sunt utile în descrierea proprietăților substanțelor pure și amestecurilor de gaze, lichide și solide, precum și a stării materiei din interiorul stelelor.

## Descriere
În prezent nu există o singură ecuație de stare care să furnizeze cu exactitate proprietățile tuturor substanțelor în toate condițiile. Un exemplu de ecuație de stare care corelează densitățile gazelor și lichidelor cu temperaturile și presiunile, este cea cunoscută sub numele de legea gazului ideal, care este aproximativ exactă pentru gazele slab polare, la presiuni nu prea mari (până la 10 MPa) și temperaturi moderate (200–1000 K). Această ecuație devine din ce în ce mai inexactă la presiuni mai mari și temperaturi mai scăzute și nu reușește să prezică condensarea unui gaz.
Forma generală a unei ecuații de stare pentru gaze poate fi scrisă ca
{\displaystyle f(p,V,T)=0}
unde {\displaystyle p} este presiunea, {\displaystyle V} volumul și {\displaystyle T} temperatura sistemului.
Totuși, și alte variabile pot fi utilizate în această formă. Este direct legată de regula fazelor lui Gibbs, adică numărul de variabile independente depinde de numărul de substanțe și faze din sistem.
O ecuație folosită pentru a modela această relație se numește ecuație de stare. În cele mai multe cazuri, acest model va cuprinde câțiva parametri empirici care sunt de obicei ajustați la datele obținute prin măsurare. Ecuațiile de stare pot descrie și solide, inclusiv tranziția solidelor de la o stare cristalină la alta. Ecuațiile de stare sunt, de asemenea, folosite pentru modelarea stării materiei din interiorul stelelor, inclusiv stele neutronice, materia densă (plasme quark-gluon) și câmpuri de radiații. O ecuație înrudită este ecuația de stare din cosmologie, care consideră universul un gaz perfect.
Ecuațiile de stare sunt aplicate în multe domenii, cum ar fi ingineria proceselor și industria petrolului, precum și industria farmaceutică.
Deși poate fi utilizat orice set consistent de unități, sunt preferate unitățile SI. Temperatura este cea absolută, exprimată în K, zero fiind zero absolut.
Unele variabilele din ecuație și unitățile în care se exprimă:
- {\displaystyle n}, numărul de moli de substanță;
- {\displaystyle V_{m}={\frac {V}{n}}}, volumul molar, volumul unui mol de substanță;
- {\displaystyle R}, constanta universală a gazului ideal ≈ 8,314472 J/mol•K
- {\displaystyle p_{c}}, presiunea în punctul critic;
- {\displaystyle V_{c}}, volumul molar în punctul critic;
- {\displaystyle T_{c}}, temperatura absolută în punctul critic.

## Istoric
Legea Boyle-Mariotte a fost una dintre cele mai vechi formulări ale unei ecuații de stare. În 1662, fizicianul și chimistul irlandez Robert Boyle a efectuat o serie de experimente folosind un tub de sticlă în formă de J, închis la capătul scurt. În tub a fost adăugat mercur, prinzând o cantitate fixă de aer în capătul scurt al tubului. Apoi volumul de gaz a fost măsurat pe măsură ce s-a adăugat mercur suplimentar în tub. Presiunea gazului a putut fi determinată de diferența de nivel între mercurul din capătul scurt și cel lung și deschis al tubului. Prin aceste experimente, Boyle a observat că volumul gazului a variat invers cu presiunea. În formă matematică, această dependență poate fi afirmată astfel:
{\displaystyle pV=\mathrm {constant} .}
Relația de mai sus a fost atribuită și lui Edme Mariotte, iar uneori este denumită legea lui Mariotte. Cu toate acestea, opera lui Mariotte nu a fost publicată decât în 1676.
În 1787 fizicianul francez Jacques Charles a descoperit că oxigenul, azotul, hidrogenul, dioxidul de carbon și aerul se destind în aproximativ aceeași măsură în același interval de 80 kelvini. Aceasta este cunoscută astăzi ca Legea lui Charles. Mai târziu, în 1802, Joseph Louis Gay-Lussac a publicat rezultatele unor experimente similare, indicând o relație liniară între volum și temperatură:
{\displaystyle {\frac {V_{1}}{T_{1}}}={\frac {V_{2}}{T_{2}}}.}
Legea lui Dalton (1801) a presiunii parțiale afirmă că presiunea unui amestec de gaze este egală cu suma presiunilor tuturor gazelor dacă fiecare gaz ar ocupa singur întregul volum. Matematic, aceasta poate fi scrisă pentru {\displaystyle n} specii ca:
{\displaystyle p_{tot}=p_{1}+p_{2}+\cdots +p_{n}=\sum _{i=1}^{n}p_{i}.}
În 1834 Émile Clapeyron a combinat legile Boyle–Mariotte și Charles în prima expresie a legii gazului ideal. Inițial legea a fost formulată sub forma {\displaystyle pV_{m}=R(t+267)} (cu temperatura t exprimată în grade Celsius), R fiind constanta molară a gazului. Însă Cu lucrările ulterioare au arătat că numărul 267 ar trebui să fie de fapt 273,2, iar apoi scala Celsius a fost definită cu {\displaystyle 0~^{\circ }\mathrm {C} =273,15~\mathrm {K} ,} dând:
{\displaystyle pV_{m}=R(t+273,15).}
În 1873 Johannes Diderik van der Waals a introdus ecuația de stare van der Waals⁠(d) luând în considerare existența unui volum finit ocupat de moleculele constitutive. Noua sa formulă a revoluționat studiul ecuațiilor de stare și a fost punctul de plecare al ecuațiilor de stare cubice, cele mai cunoscute continuare fiind ecuația de stare Redlich-Kwong⁠(d) și modificarea acesteia de către Soave. 
Ecuația de stare van der Waals poate fi scrisă ca
{\displaystyle \left(p+{\frac {a}{V_{m}^{2}}}\right)(V_{m}-b)=RT}
unde {\displaystyle a} este un parametru care descrie energia de atracție dintre particule iar {\displaystyle b} este un parametru care descrie volumul particulelor. 

## Legea gazului ideal

### Legea clasică a gazului ideal
Legea clasică a gazului ideal este
{\displaystyle pV=nRT.}
În forma de mai sus ecuația de stare este deci
{\displaystyle f(p,V,T)=pV-nRT=0.}
Dacă se folosește aproximarea gazului perfect caloric, atunci legea gazului ideal poate fi, de asemenea, exprimată după cum urmează
{\displaystyle p=\rho (\gamma -1)e}
unde {\displaystyle \rho } este densitatea numerică a gazului (numărul de atomi/molecule pe unitate de volum), {\displaystyle \gamma =c_{p}/c_{v}} este exponentul adiabatic (constant), {\displaystyle e=c_{v}T} este energia internă masică, {\displaystyle c_{v}} este capacitatea termică masică la volum constant iar {\displaystyle c_{p}} este capacitatea termică masică la presiune constantă.

### Legea gazului ideal cuantic
Deoarece pentru gazele atomice și moleculare, legea clasică a gazelor ideale este potrivită în majoritatea cazurilor, se poate scrie o ecuație de stare pentru particulele elementare cu masă {\displaystyle m} și spin {\displaystyle s} care ia în considerare efectele cuantice. În cele ce urmează, semnul superior va corespunde întotdeauna cu statistica Fermi–Dirac⁠(d), iar semnul inferior cu statistica Bose–Einstein. Ecuația de stare a unor astfel de gaze cu {\displaystyle N} particule care ocupă un volum {\displaystyle V} la temperatura {\displaystyle T} și presiunea {\displaystyle p} este dată de
{\displaystyle p={\frac {(2s+1){\sqrt {2m^{3}k_{\text{B}}^{5}T^{5}}}}{3\pi ^{2}\hbar ^{3}}}\int _{0}^{\infty }{\frac {z^{3/2}\,\mathrm {d} z}{e^{z-\mu /(k_{\text{B}}T)}\pm 1}}}
unde {\displaystyle k_{\text{B}}} este constanta Boltzmann iar {\displaystyle \mu (T,N/V)} este potențialul chimic este dată de următoarea funcție implicită
{\displaystyle {\frac {N}{V}}={\frac {(2s+1)(mk_{\text{B}}T)^{3/2}}{{\sqrt {2}}\pi ^{2}\hbar ^{3}}}\int _{0}^{\infty }{\frac {z^{1/2}\,\mathrm {d} z}{e^{z-\mu /(k_{\text{B}}T)}\pm 1}}.}
În cazul limită în care {\displaystyle e^{\mu /(k_{\text{B}}T)}\ll 1}, această ecuație de stare se va reduce la cea clasică a gazului ideal. Se poate demonstra că ecuația de stare de mai sus la limita {\displaystyle e^{\mu /(k_{\text{B}}T)}\ll 1} se reduce la
{\displaystyle pV=Nk_{\text{B}}T\left[1\pm {\frac {\pi ^{3/2}}{2(2s+1)}}\cdot {\frac {N\hbar ^{3}}{V(mk_{\text{B}}T)^{3/2}}}+\cdots \right]}
Cu o densitate numerică fixă {\displaystyle N/V}, scăderea temperaturii cauzează în gazul Fermi o creștere a valorii presiunii față de valoarea sa clasică necesitând o respingere eficientă între particule (aceasta este un aspect aparent, respingerea este datorată efectelor schimbului cuantic nu din cauza interacțiunilor reale dintre particule, deoarece în gazul ideal forțele de interacțiune sunt neglijate) și în gazul Bose, o scădere a presiunii față de valoarea sa clasică necesitând o atracție eficientă. Natura cuantică a acestei ecuații constă în dependența sa de s și ħ.

## Alte forme de ecuații de stare
În afară de cele prezentate, există numeroase alte forme ecuații de stare:
- ecuații de stare cubice (ex. van der Waals);
- ecuații de stare cu coeficienți viriali (ex. Vukalovici pentru apă și abur);

- ecuația de stare Benedict–Webb–Rubin (BWR);
- ecuația de stare Benedict–Webb–Rubin–Starling;
- ecuația de stare Lee–Kesler (BWR modificată)

- ecuații de stare polinomiale;

- ecuația de stare Redlich–Kwong
- ecuația de stare Koch (pentru abur);
- ecuația de stare Ernst Schmidt (pentru abur);
- ecuația de stare Tait (pentru apă);
- ecuația de stare Birch–Murnaghan;

- ecuații de stare stabilite pe baze fizice;

- ecuații de stare bazate pe perturbații;
- ecuații de stare stabilite pe baze statistice;

- ecuații de stare multiparametrice (empirice);
- ecuații de stare rigidizate;
- ecuația de stare a oscilatorului Morse;
- ecuația de stare ideală Bose (pentru gaze Bose);
- ecuația de stare ultrarelativistică;
- ecuația de stare Jones–Wilkins–Lee (pentru explozibili);
- ecuația de stare Murnaghan;
- ecuația de stare Stacey–Brennan–Irvine;
- ecuația de stare Rydberg (modificată);
- ecuația de stare Johnson–Holmquist;
- ecuația de stare Mie–Grüneisen;
- ecuația de stare Anton-Schmidt;
- ecuații de stare pentru transformări de faze.